# Oettinger Davidoff Group
Die Oettinger Davidoff AG mit Sitz in Basel ist ein international tätiger Schweizer Tabakwarenkonzern.

## Geschichte
1875 eröffnete Max Oettinger an der Eisengasse 9 in Basel sein Tabakgeschäft. 1926 geriet das Unternehmen aufgrund der Zahlungsunfähigkeit einiger Kunden in finanzielle Schwierigkeiten. Das Unternehmen wurde von George Huppuch umstrukturiert und zog an die Nauenstrasse 73 in Basel. Anfang der 1940er Jahre wurde George Huppuch alleiniger Aktionär der Max Oettinger AG. In der Nachkriegszeit expandierte das Unternehmen unter der Leitung von Ernst Schneider (* 1921; † 13. Oktober 2009) stark. 
Die Oettinger Imex AG übernahm 1970 das Genfer Tabakgeschäft von Zino Davidoff und etablierte in der Folge die Marke Davidoff auf dem internationalen Tabakmarkt. Weitere Übernahmen folgten, wie 1973 die belgische Zabia SA, 1978 die niederländische Pronk Import BV und 1990 die französische Belrive Sàrl. 1988 folgte die Gründung der Davidoff of Geneva Inc. in den USA.
Auf Grund des anhaltenden amerikanischen Handelsembargos gegen Kuba wurde 1991 die Produktion in die Dominikanische Republik verlegt. 1997 wurde die Tabak-Einzelhandelskette Wolsdorff Tobacco GmbH aus Hamburg übernommen.
Am 1. Januar 2001 wurden die Max Oettinger AG sowie die Säuberli & Cie. AG in der neuen Contadis AG in Oberentfelden in der Schweiz zusammengeführt. Neue Marken wie „Zino Platinum“ und „Winston Churchill“ wurden lanciert. 2008 erfolgte die Übernahme des Familienunternehmens Camacho Cigars mit Sitz in Danlí, Honduras, und Miami, Florida, sowie der Cusano Cigars. 2011 wurde der Däne Hans-Kristian Hoejsgaard zum CEO, danach Beat Hauenstein 2018. 2013 wurde die Oettinger IMEX AG und Oettinger Davidoff Group zur Oettinger Davidoff AG.
Das Unternehmen lancierte 2012 die Davidoff Art Initiative mit dem Ziel, einen Beitrag zur zeitgenössischen Kunst zu leisten, insbesondere in der Dominikanischen Republik und dem karibischen Raum, wo viele der Produkte des Unternehmens angebaut und hergestellt werden und der grösste Teil seiner Mitarbeitenden angestellt sind. Der Verkauf der ZOPAG AG an die Westschweizer Groupe Margot erfolgte 2013. Eigene Tochtergesellschaften unter der Bezeichnung «Davidoff of Geneva Austria» und «Davidoff of Geneva Russia» wurden 2013 in Österreich und Russland gegründet. 2014 folgte «Davidoff of Geneva Iberia» und 2015 «Davidoff of Geneva Benelux». Der Erwerb von grossen Tabakanbauflächen 2015 in Nicaragua und Honduras stellte eine Stärkung der «crop-to-shop»-Philosophie des Unternehmens dar.
Mit zwei Joint Venture Abkommen – Bluebell Cigars (Asia) Ltd. und Sparkle Roll Group Limited – verstärkte Oettinger Davidoff AG ihre Präsenz in Asien. Im Januar 2016 übernahm die Oettinger Davidoff einen Mehrheitsanteil an Bluebell Cigars (Asia) Ltd. Bluebell Cigars (Asia) Ltd. heisst künftig «Davidoff of Geneva Asia».
Die Oettinger Davidoff AG feierte im Mai 2015 ihr 140-jähriges Bestehen und eröffnete am Ort ihres Ursprungs – an der Eisengasse (Rheinsprung) in Basel – ein neues Geschäft.
Im Dezember 2015 wurde die Grosshandelssparte Contadis AG an die Lekkerland (Schweiz) AG, eine Tochter der deutschen Lekkerland AG & Co. KG, verkauft; die Transaktion soll nach Genehmigung der Wettbewerbsbehörden Ende Januar 2016 abgeschlossen werden.
2017 wurde ein neuer Firmensitz an der Nauenstrasse in Basel bezogen, welcher durch Diener & Diener Architekten erbaut wurde.

## Struktur
Das Unternehmen befindet sich in Familienbesitz. Es produziert und vertreibt hauptsächlich Zigarren und Zigarillos sowie entsprechende Accessoires wie Humidore, Zigarrenschneider, Tabakspfeifen und Feuerzeuge. Darüber hinaus ist die Oettinger Davidoff AG auch als Dienstleistungs- und Marketingorganisation für Tabakwaren- und Süsswaren-Hersteller tätig. 
Die Unternehmensgruppe beschäftigt knapp 3700 Mitarbeiter und erwirtschaftete 2014 bei einer Zigarrenproduktion von 44,0 Millionen Stück einen Umsatz von 595 Millionen Schweizer Franken. Die Oettinger Davidoff AG ist in 120 Ländern vertreten und verfügt über 500 eigene Verkaufsstellen sowie fast 70 Davidoff Flagshipstores.

## Marken
Die Oettinger Davidoff AG vertreibt die Marken Davidoff, Camacho, AVO, Zino, Zino Platinum, The Griffin’s, Private Stock und Cusano. Als lizenziertes Produkt wird zudem die Marke Davidoff Winston Churchill vertrieben.  Davidoff stellt die meistverkaufte Marke der Oettinger Davidoff AG dar.

## Sponsoring
Davidoff war von 1994 bis 2010 Titelsponsor der Swiss Indoors. Das Sponsoring durch Tabakwerbung wurde nach 17 Jahren jedoch nicht mehr weitergeführt, da massive Einschränkungen eingeführt wurden.
Das Unternehmen war ebenfalls langjähriger Sponsor des Indoor-Musik-Festivals AVO Session Basel bis 2012. Der Sponsoringvertrag wurde aufgrund einer strategischen Neuausrichtung im Sponsoring nicht mehr verlängert.
Seit 2012 ist Davidoff Associate Partner der Art Basel in Basel, Miami Beach und Hong Kong.